# Rainer Hahn (Politiker)
Rainer Hahn ist ein ehemaliger deutscher Kommunalpolitiker (SPD).
Hahn war von 1984 bis 2000 Finanzbürgermeister der Stadt Reutlingen. 1992 wurde er als Nachfolger von Albert Schuler zusätzlich Erster Bürgermeister und Stellvertreter des Oberbürgermeisters von Reutlingen. 2000 trat er in den Ruhestand ein. Als Erster Bürgermeister folgte ihm Thomas Reumann nach. Von 1989 bis 1997 war Hahn zudem für die SPD Mitglied des Kreistags des Landkreises Reutlingen.
Sein Sohn Robert Hahn ist seit 2021 ebenfalls Erster Bürgermeister von Reutlingen.